# Gare de Meix-devant-Virton
La gare de Meix-devant-Virton est une ancienne gare ferroviaire belge de la ligne 165, d’Athus à Libramont, située à Meix-devant-Virton, section de la commune du même nom, dans la province de Luxembourg, en Région wallonne.
Mise en service en 1879, elle ferme le 3 juin 1984, comme toutes les gares entre Virton et Athus, et le bâtiment des voyageurs est démoli.

## Situation ferroviaire
Établie à 226 m d’altitude, la gare de Meix-devant-Virton était établie au point kilométrique (PK) 31,1 de la ligne 165, d’Athus à Bertrix et Libramont, entre les points d’arrêts d’Houdrigny et de Lahage.

## Histoire
La station de Meix-devant-Virton est mise en service le 3 mars 1879 par l’Administration des chemins de fer de l’État belge lorsqu'elle ouvre à l’exploitation la section de Signeulx à Florenville (gare provisoire), prolongée vers Bertrix et Gedinne l’année suivante.
Comme les autres gares de l’Athus-Meuse datant d’avant 1895, le bâtiment des recettes correspond au plan type 1873 des Chemins de fer de l’État belge. Une halle à marchandises avec une cour pavée et une voie de garage complète les installations.
Dans les années 1910 débute une campagne de travaux pour mettre à double voie la section de Virton à Saint-Vincent-Bellefontaine, dont le profil montant constitue un obstacle aux trains de marchandises lourds. Il faudra attendre le début des années 1920 pour que la seconde voie soit achevée. À Meix-devant-Virton, la voie de croisement devient la voie principale dédoublée.
Endommagé par la catastrophe ferroviaire de 1947, le bâtiment est partiellement démoli. L’aile des voyageurs est conservée jusqu’à la fin du trafic voyageurs le 3 juin 1984 à la suite de l'entrée en vigueur du Plan IC-IR, puis sert de bâtiment de service. Ce dernier vestige est finalement rasé dans les années 1990[réf. souhaitée].
Une sous-station 25 kV est installée à proximité de là où se trouvait la halle aux marchandises.

### Accident de 1947
Le 4 octobre 1947, un train de marchandises de Latour (Virton) à Merelbeke (Gand) effectue un long arrêt à l'entrée de la gare de Saint-Vincent - Bellefontaine au cours duquel la pression des freins automatiques chute. Au moment de manœuvrer sur une voie de garage pour laisser la voie libre à l’autorail Virton-Gedinne, l’attelage se rompt et 21 wagons, principalement chargés de poutrelles, redescend la pente sans que le chef-garde présent dans le fourgon de queue ne parvienne à l’immobiliser. Voyant passer le convoi hors de contrôle à 100 km/h, le signaleur de la halte de Lahage prévient en urgence son collègue de la gare de Meix. Ce dernier, vétéran de la Première Guerre mondiale, ne parvient pas à empêcher le départ de l’autorail de voyageurs (type 551 à deux essieux) qui a démarré quelques secondes auparavant de Meix-devant-Virton. La collision entre les deux trains survient près du passage à niveau sur la route de Croix-Rouge, tuant quatre voyageurs et le conducteur, avant que les véhicules ne déraillent 800 m plus bas, finissant leur course contre le bâtiment de la gare. Le garde à bord du fourgon survit par miracle mais le conducteur du train de marchandises d’où se sont détachés les wagons, se sentant responsable, ne conduira plus et décède peu de temps après,.